# Platyoides pusillus
Platyoides pusillus is een spinnensoort uit de familie Trochanteriidae. De soort komt voor in Tanzania, Zimbabwe en Zuid-Afrika.